# Šljivova
Šljivova (Servisch cyrillisch Шљивова) is een plaats in de Servische gemeente Krupanj. De plaats telt 849 inwoners (2002).